# Almenara de Adaja
Almenara de Adaja är en kommun i Spanien.   Den ligger i provinsen Provincia de Valladolid och regionen Kastilien och Leon, i den centrala delen av landet, 120 km nordväst om huvudstaden Madrid.